# تكوين الهوية الإثنية
تكوين الهوية الإثنية أو تكوين الهوية الإثنية-العرقية (إي. آر. آي.)، هو مفهوم ينطوي على تشكيل الفرد لهويته وفقًا لتصنيفه الخاص ضمن مجموعة أو مجموعات إثنية وعلى تعلقه النفسي بها.  تُعتبر الهوية الإثنية جزءًا من مفهوم الفرد الأساسي حول الذات والهوية. يختلف تكوين الفرد لهويته الإثنية عن تكوين هويات المجموعات الإثنية.
يقترن تكوين الهوية الإثنية والعرقية إيجابًا بالنتائج النفسية والاجتماعية الجيدة ما عدا بعض الحالات الاستثنائية النادرة (قد تنطوي هذه النتائج الجيدة على ثقة أعلى بالنفس أو انخفاض في أعراض الاكتئاب مثلًا)، فضلًا عن النتائج الأكاديمية الجيدة (مثل التفاعل الأفضل في المدرسة)، بالإضافة إلى النتائج الصحية الجيدة (على سبيل المثال، انخفاض في نسبة تطوير السلوكيات الجنسية الخطرة أو تعاطي المخدرات).
يبدأ تكوين الهوية الإثنية خلال مرحلة المراهقة، لكن تُعتبر عملية بناء الهوية هذه عمليةً طويلة الأمد، إذ تتطلب مزيجًا من خبرة الفرد وأفعاله وتنطوي على اكتساب المعارف وفهم المجموعة أو المجموعات التي يتماهى معها الفرد، وتقتضي وجود شعور بالانتماء إلى هذه المجموعة أو المجموعات الإثنية. يختلف تكوين الهوية الإثنية والعرقية بين المجموعات المختلفة، ويُمكن ملاحظة هذا الأمر عند النظر في القصص التاريخية المختلفة للعديد من المجموعات العرقية عمومًا وفي الولايات المتحدة الأمريكية خصوصًا، ولا سيما الأقليات (كالأمريكيين السود مثلًا) على النقيض من الأغلبيات (كالأمريكيين البيض مثلًا). 
تُستخدم مفاهيم الهوية الإثنية والهوية العرقية أو الثقافية أو حتى القومية على سبيل التبادل أو التناقض، ومن المحتمل أن تُعتبر هذه المفاهيم متداخلة فيما بينها أحيانًا. قد ينشأ التمييز (أو عدمه) بين هذه المفاهيم نتيجةً للتباين بين تعاريف كل من العرق والإثنية، فضلًا عن التصور التاريخي للنماذج والبحوث المتعلقة بالهوية الإثنية والعرقية. انبثقت الأبحاث المتعلقة بتكوين الهوية العرقية من تجارب الأمريكيين الأفارقة خلال فترة انطلاق حركة الحقوق المدنية، لكنها وسعت نطاقها بمرور الوقت لتشمل تجارب المجموعات العرقية الأخرى. يُساء فهم مفهوم الهوية العرقية أحيانًا، وقد يحمل هذا المفهوم عدة معان مشتقة من الأبعاد البيولوجية والأبعاد الاجتماعية. يُفهم العرق اجتماعيًا على أنه مرتبط بالسمات الجسدية للفرد، مثل اللون الأبيض أو الأسود للبشرة. يُمكن فهم البناء الاجتماعي للهوية العرقية على أنه شعور بالانتماء إلى مجموعة أو هوية جماعية بناءً على اعتقاد الفرد بأنه يتقاسم مع مجموعة عرقية ما تراثًا مشتركًا. تُعتبر الهوية العرقية تجليًا سطحيًا مبنيًا على مظهر الفرد، لكنها ذات تأثير عميق عندما يتعلق الأمر في كيفية معاملة الأفراد. 

## نبذة تاريخية
تتقصى تخصصات العلوم الاجتماعية - بما في ذلك علم الاجتماع والأنثروبولوجيا- عمليات الهوية الإثنية على المستوى الجماعي عمومًا. وفي المقابل، تركز أبحاث الهوية العرقية ضمن نطاق علم النفس عادةً على العمليات الفردية والشخصية. يدرس علماء النفس الاجتماعيون والتنمويون والثقافيون الهوية العرقية عادةً ضمن نطاق علم النفس. نشأت نماذج التكون الإثني في علم النفس الاجتماعي وعلم النفس التنموي، مع وجود تباين في الجذور النظرية. 

### الجذور في علم النفس الاجتماعي
ظهرت الهوية الإثنية في علم النفس الاجتماعي بالاستناد إلى نظرية الهوية الاجتماعية. تفترض نظرية الهوية الاجتماعية أن الانتماء إلى مجموعات اجتماعية (كالمجموعات الدينية أو المهنية مثلًا) يشكل أساسًا هامًا لهوية الفرد. تُعد العضوية في مجموعة أو مجموعات ما جنبًا إلى جنب مع قيمة الفرد وأهميته العاطفية المرتبطة بهذه العضوية جزءًا مهمًا من مفهوم الفرد حول ذاته. يُعتبر كورت لوين أول من أدلى بتصريحات حول الهوية الاجتماعية، إذ أكد على حاجة الأفراد إلى امتلاك إحساس راسخ فيما يتعلق بالتماهي مع مجموعة ما بغية التمتع بشيء من الرفاه. تشدد نظرية الهوية الاجتماعية على الحاجة إلى تمتع الفرد بشعور إيجابي تجاه ذاته. وبالتالي، يجزم هذا الأمر المكانة المهمة والبارزة للعضوية في مجموعة أو مجموعات إثنية.  وفي ضوء ذلك، هناك اقتراحات مفادها أن التمسك بالإثنية أكثر بروزًا في أوساط المجموعات التي سبق وأن تعرضت للكثير من التمييز، ويعود السبب في ذلك إلى رغبتهم في الحفاظ على تقديرهم لذاتهم. اُجريت العديد من الأبحاث أيضًا حول التأثيرات الأسرية مقل القيم الثقافية للأسرة، بالإضافة إلى بعض الجوانب الأبوية مثل التنشئة الاجتماعية العرقية للشباب، التي يمكن أن تسهم في التنشئة الاجتماعية للمراهقين. 
تُعتبر الهوية الجماعية بمثابة إطار شامل لأنواع مختلفة من تكوين الهوية، إذ تشدد على تعددية أبعاد العضوية في مجموعة ما. تشتمل الهوية الجماعية على انضمام الفرد نفسيًا إلى مجموعة ما يتشارك معها خصائصًا معينة. لا يقتضي هذا الانضمام وجود علاقة مباشرة بين الأفراد وجميع أعضاء المجموعة. ارتبط إطار الهوية الجماعية بتكوين الهوية الإثنية، ولا سيما فيما يتعلق بالاعتراف بأهمية التماهي الشخصي مع الإثنية من خلال العضوية الفئوية. يرتبط هذا البعد العاطفي بأهمية الالتزام والتعلق بالمجموعة أو المجموعات الإثنية التي ينتمي إليها الفرد. يبين المكون السلوكي للهوية الجماعية كيفية عكس الأفراد لعضويتهم في مجموعة ما من خلال أفعال فردية مثل استخدام اللغة المرتبطة بالهوية الإثنية. 